# Vocal Spectrum
Vocal Spectrum ist ein US-amerikanisches Barbershop-Quartett. Es hat seinen Sitz in St. Charles, Missouri.

## Bandgeschichte
Alle Mitglieder des Quartetts machten ihren Abschluss an der Lindenwood University in St. Charles, die der Presbyterian Church nahe steht. Sie gründeten das Quartett in der jetzigen Besetzung im September 2003. Alle sind Mitglieder der Gruppe Ambassadors of Harmony, die den internationalen Wettbewerb der Barbershop Harmony Society (BHS) für Chöre in den Jahren 2004, 2009, 2012 und 2016 gewann. Als Quartett gewannen sie den internationalen Quartettwettbewerb der BHS im Jahr 2006.

## Mitglieder
Mitglieder des Quartetts sind
- Tim Waurick, Tenor
- Eric Dalbey, zweiter Tenor, im Barbershop-Gesang als Lead bezeichnet
- Johnny Moroni, Bariton und stellvertretender Direktor der Ambassadors of Harmony
- Chris Hallam, Bass

Im Jahr 2003 wirkte David Cassel als Tenor der Gruppe (vor der Umbenennung in Vocal Spectrum).
Tim Waurick produziert Tim Tracks zur Unterstützung weiterer Barbershop-Gruppen.

## Diskografie
- 2006: Vocal Spectrum
- 2008: Vocal Spectrum II
- 2011: Vocal Spectrum III
- 2013: Vocal Spectrum IV (jetzt Vocal Spectrum Christmas)
- 2016: Vocal Spectrum V

## Auszeichnungen
Die CD Vocal Spectrum II wurde im April 2009 von der Contemporary A Cappella Society zum besten Barbershop-Album gekürt. Der auf dieser CD befindliche Titel Go the Distance wurde zum besten Barbershop-Lied gewählt.